# Estadi Råsunda
L'Estadi Råsunda fou un estadi de futbol de la ciutat de Solna, a Suècia.
Va ser inaugurat el 17 de maig de 1937 amb el partit AIK vs Malmö FF (4–0) amb Axel Nilsson marcant el primer gol a l'estadi. Va ser seu de la Copa del Món de Futbol de 1958. La seva capacitat era de 36.608 espectadors. Va ser clausurat el 2012 i demolit un any més tard.